# Merete Scheelsbeck
Merete Eybye Scheelsbeck (født 23. juni 1986) er en dansk politiker, som ved flere lejligheder har været midlertidig stedfortræder i Folketinget for Rasmus Jarlov som repræsentant for Det Konservative Folkeparti i Københavns Omegns Storkreds, senest i januar 2024 hvor Jarlov blev sygemeldt. I 2021 var hun barselsvikar for Jarlov.
Scheelsbeck har været medlem af kommunalbestyrelsen i Høje-Taastrup Kommune siden kommunalvalget 2005 og var i en periode 2. viceborgmester i kommunen. Hun er folketingskandidat i Taastrupkredsen.
I august 2023 blev hun ridder af Dannebrog.